# قبار أطلسي
قبار أطلسي (الاسم العلمي:Capparis atlantica) هو نوع من النباتات يتبع جنس القبار من الفصيلة القبارية.